# USS Missouri (BB-63)
USS Missouri er et amerikansk slagskib i Iowa-klassen. Det var det sidste slagskib, som blev konstrueret af den amerikanske marine. 
Missouri deltog blandt andet under slaget om Iwo Jima og Okinawa.
Japans kapitulation ved 2. Verdenskrigs afslutning blev underskrevet på USS Missouri.
Efter afslutningen af 2. verdenskrig blev hun moderniseret og deltog i Koreakrigen, Vietnamkrigen og i Golfkrigen i 1991.
Skiber ligger i dag i Pearl Harbor som museumsskib.